# Cholinestérase

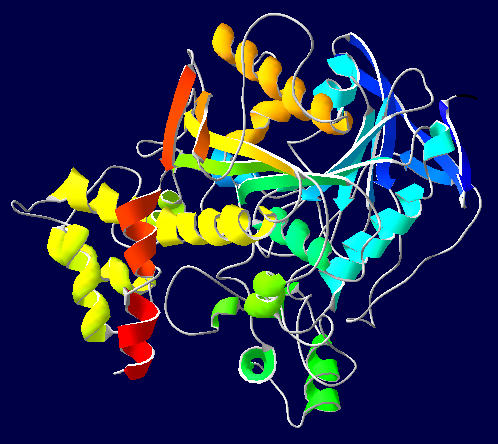
L'acétylcholinestérase est la principale enzyme du genre cholinestérase.

En biochimie, une cholinestérase est une enzyme qui catalyse la réaction d'hydrolyse d'un ester de la choline (acétylcholine, butyrylcholine) en choline et en acide acétique. En physiologie, cette réaction est nécessaire pour permettre aux récepteurs cholinergiques de revenir à leur état de repos après activation.

## Types
Il existe deux types de cholinestérases, distinguées par leur affinité respectives pour l'acétylcholine ou la butyrylcholine :
- l'acétylcholinestérase (AChE) ou acétylcholine acétylhydrolase, identifiée au départ dans le plasma et dans les synapses ;
- la pseudocholinestérase ou butyrylcholinestérase (BChE) ou cholinestérase plasmatique ou encore acylcholine acylhydrolase, identifiée au départ dans le foie.

## Histoire
En 1968, Walo Leuzinger et coll. isolèrent l'enzyme à partir de l'anguille électrique à la Columbia University de New York,.
La structure tridimensionnelle de l'acétylcholinestérase a été déterminée en 1991 par Joel Sussman et coll..

## Les cholinestérases en médecine

### Implications pathologiques
Le déficit congénital ou acquis en pseudocholinestérase est un état latent qui ne se manifeste en pratique que lorsque le sujet reçoit des médicaments dont le métabolisme est dépendant de ces enzymes (par exemple suxaméthonium et mivacurium en anesthésie). Une élévation du taux plasmatique des pseudocholinestérases est observée dans plus de 90 % des cas d'infarctus du myocarde à la phase aiguë. Le dosage de l'acétylcholinestérase dans le liquide amniotique ponctionné par amniocentèse permet de confirmer le diagnostic de défaut de fermeture du tube neural (malformation embryologique).

### Inhibiteurs des cholinestérases
On regroupe sous le terme d'inhibiteurs de cholinestérases (ou anticholinestérasiques) les molécules dont le rôle est l'inactivation de l'enzyme. Certaines d'entre elles (néostigmine, pyridostigmine, édrophonium, galantamine...) peuvent être utilisées dans un but thérapeutique, par exemple en anesthésie-réanimation (antagonisation des curares), dans le traitement de la myasthénie, du glaucome et de la maladie d'Alzheimer.
Mais ce sont aussi des poisons mortels. Des inhibiteurs de cholinestérases sont présents dans certains venins de serpent, dans des agents d'arme chimique (gaz neurotoxiques, sarin, gaz VX…), dans des pesticides et dans les colliers antiparasitaires pour chats ainsi que dans les pommes de terre verdies par exposition excessive à la lumière (solanine). Ils sont aussi incriminés dans la survenue de certaines maladies congénitales. Ils sont toxiques par inhalation, ingestion et pour beaucoup par la voie percutanée.

### Toxicologie
On a expérimentalement montré (in vitro et in vivo, sur le rat) que certains polluants ont des effets perturbateurs qui peuvent être antagonistes (zinc qui a un effet inhibiteur et cadmium qui est un activateur par exemple) sur les activités cholinestérasiques (totale, vraie et pseudo) pour différents tissus du rat (sang, cerveau, cœur, foie, rate et rein). Cet effet cholinestérasique est vérifié pour les intoxications immédiates, mais n'est pas observé lors d'exposition chronique à de faibles doses.